# Miguel Castells
Miguel Castells Arteche, también Miguel Castells Artetxe (Busturia, Vizcaya, 26 de agosto de 1931), es un abogado y político español, perteneciente a la denominada izquierda abertzale. Es hermano de María Teresa Castells.

## Biografía
Estudió Derecho en la Universidad Central de Madrid, donde se licenció en 1953. Destacó en su defensa de activistas vascos y especialmente en el Proceso de Burgos (1970), en el que fue el abogado de Mario Onaindia. También actuó como abogado defensor de Vladimiro Fernández Tovar, en el Consejo de Guerra del Goloso (Madrid), en 1975, contra cinco militantes del FRAP a los que se pedía pena de muerte, de los cuales fue fusilado  Xosé Humberto Baena Alonso.
Militante de Herri Batasuna, en las elecciones generales de 1979 fue escogido senador por Vizcaya, y en las elecciones al Parlamento Vasco de 1980 resultó elegido diputado. 
Participó en los incidentes de la Casa de Juntas de Guernica de 1981 y fue procesado por injurias al rey junto con Jokin Gorostidi, Iñaki Ruiz de Pinedo, Txomin Ziluaga, José Luis Cereceda, Jon Idígoras, Santiago Brouard, José Ramón Echevarría, Andoni Ibarguren y Severino Rodríguez de Yurre. El 31 de octubre de 1983 fue condenado por el Tribunal Supremo a un año de prisión e inhabilitación por injurias a raíz de un artículo publicado en Punto y Hora de Euskal Herria en junio de 1979 donde afirmaba que los asesinatos de Germán Rodríguez en Pamplona (durante los Sanfermines de 1978) y Joseba Barandiaran en San Sebastián (durante las protestas por los sucesos de Pamplona) habían quedado impunes. El Tribunal Constitucional ratificó la sentencia en 1985. El 23 de abril de 1992 el Tribunal Europeo de Derechos Humanos consideró que con la sentencia se había vulnerado el derecho a la libertad de expresión de Castells.

## Familia
Miguel Castells Arteche es hijo de Miguel Castells Andriaensens, notario valenciano, y de María Isabel Arteche. Es cuñado de José Ramón Recalde, político del PSE-EE, consejero del Gobierno Vasco entre 1988 y 1995 y superviviente de un intento de asesinato por parte de ETA en 2000.

## Obras
- El mejor defensor, el pueblo (1978)
- Radiografía de un modelo represivo (1982)
- ¿Proceso al jurado?: conversaciones con Miguel Castells (1997) con Eva Forest.